# Edward R. Murrow

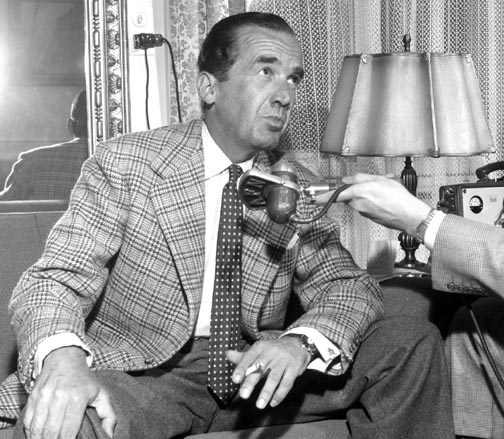
Edward R. Murrow in Wiesbaden (1956)

Edward Roscoe „Ed“ Murrow, geboren als Egbert Roscoe Murrow (* 25. April 1908 in Greensboro (North Carolina); † 27. April 1965 in Pawling, New York) war ein US-amerikanischer Journalist.

## Leben

### Karriere beim Hörfunk
Edward R. Murrow begann seine Karriere im Jahr 1935 beim Radio. Seine Geschichte ist eng mit der von CBS verknüpft. 1937 wurde er als Direktor von CBS Europe nach London versetzt. Er engagierte den Journalisten William L. Shirer, um vom Kontinent zu berichten. Die erste große Reportage der beiden war ein Bericht über den Anschluss Österreichs an das Deutsche Reich. Shirer war in Wien, konnte seinen Bericht aber nicht mehr ungestört über die Kurzwellensender des Österreichischen Rundfunks versenden. Murrow beorderte Shirer nach London, von wo dieser einen unzensierten Augenzeugenbericht der Annexion sendete, und flog selbst nach Wien, um von dort zu berichten.
Die Sendung am 13. März 1938 war eine Pionierleistung des Radios: Korrespondentenberichte aus Washington, Paris, London, Berlin und Wien, wo Murrow selbst das erste Mal vor dem Mikrofon stand, begründeten das Format der Nachrichtensendung mit mehreren Live-Beiträgen.
Das bis heute existierende CBS World News Roundup wurde auf Basis dieser Reportagesendung entwickelt und gilt als das älteste Funk-Nachrichtenformat weltweit.

### Zweiter Weltkrieg
Während des deutschen Luftkriegs gegen England berichtete Murrow mit seiner Sendung This is London aus London, und seine Reportagen fesselten die Zuhörer an die Radiogeräte. Bis dahin war die Kriegsberichterstattung hauptsächlich den Zeitungen vorbehalten gewesen, Radionachrichten bestanden aus einem Ansager, der Agenturmeldungen verlas. Im späteren Verlauf des Kriegs nahm er an Bomberflügen über Deutschland teil. Diese Berichte wurden allerdings als Aufzeichnungen gesendet.
Bei Kriegsende berichtete Murrow in für viele Zuhörer ungewohnt schonungsloser Weise von der Befreiung des KZ Buchenwald, er beschrieb den Zustand der Überlebenden und die Leichenberge, „aufgestapelt wie Holzscheite“:
“I pray you to believe what I have said about Buchenwald. I have reported what I saw and heard, but only part of it. For most of it I have no words. If I’ve offended you by this rather mild account of Buchenwald, I’m not in the least sorry.” — 15. April 1945
(„Ich bitte Sie, zu glauben, was ich über Buchenwald gesagt habe. Ich habe berichtet, was ich gesehen und gehört habe, aber nur einen Teil davon. Für das meiste habe ich keine Worte. Falls ich Sie mit dieser eher zurückhaltenden Darstellung von Buchenwald verstört habe, tut es mir nicht im Geringsten leid.“)

### Die Nachkriegsjahre
1947 wurde die Zusammenarbeit von Murrow und Shirer durch das Ausscheiden des Letzteren bei CBS beendet. Der Sponsor seiner Sendung hatte sich zurückgezogen, einen Ersatz gab es nicht, was Auswirkung auf die Bezahlung Shirers hatte. Shirer sagte, dass Murrow und der Sender ihn fallen gelassen hätten, nachdem er sich kritisch über die Truman-Doktrin geäußert hatte. Die Affäre bestärkte Murrow in der Absicht, seinen Direktorenposten bei CBS zugunsten verstärkter Reportertätigkeit aufzugeben.

### Fernsehen
In den frühen 1950er Jahren begann Murrow auch im Fernsehen aufzutreten, wo er meist Kommentare sprach, die am Ende der Hauptnachrichten gesendet wurden.
Am 18. November 1951 wurde das erste Mal seine Sendung See It Now (Sieh es jetzt) ausgestrahlt, die in den folgenden Jahren viele heikle Themen behandelte, aber hauptsächlich als Auslöser der Auseinandersetzung um Senator Joseph McCarthy in Erinnerung blieb.
Am 9. März 1954 wurde der 30-Minuten-Bericht „Ein Report über Senator McCarthy“ gesendet, der McCarthys eigene Reden und Aussagen verwendete, um ihn zu kritisieren und Widersprüche aufzuzeigen. Murrow war klar, dass er das Medium Fernsehen verwendete, um einen einzelnen Mann anzugreifen, und er war sich der moralischen Vertretbarkeit der von ihm verwendeten Methoden nicht sicher.
Murrow und sein Produzent Fred Friendly bezahlten aus eigener Tasche Anzeigen in Tageszeitungen, die auf die Ausstrahlung hinwiesen. Nach der Sendung wurde CBS mit zigtausenden Briefen und Anrufen überschüttet, die etwa im Verhältnis 15:1 für Murrow waren.
Murrow gab McCarthy die Gelegenheit, in seiner Sendung auf die Vorwürfe zu antworten. Diese „Gegendarstellung“ wurde von McCarthy selbst produziert und zwei Wochen später von CBS ausgestrahlt, wie von Murrow versprochen. Beobachter meinten, dass McCarthys Antwort-Sendung möglicherweise mehr zu dessen Sturz beigetragen habe als Murrows ursprünglicher Bericht – Murrow kannte die Regeln des neuen Mediums Fernsehen, McCarthy nicht.
Ab Mitte der 1950er Jahre drängte das Phänomen der Quiz-Shows die Nachrichtensendungen an den Rand. Es wurde schwerer, Sponsoren zu finden, und so wurde am 7. Juli 1958 die letzte Folge von See It Now ausgestrahlt.
Im Herbst des gleichen Jahrs hielt Murrow eine Rede vor der Radio and Television News Directors Association, in der er den Einfluss von Kommerz und Unterhaltung auf das Fernsehen, das seiner Meinung nach seine Pflichten der Allgemeinheit gegenüber vernachlässigt, kritisierte: „Während der Hauptsendezeit isoliert uns das Fernsehen hauptsächlich von der Realität unseres Lebens.“
Bekannt wurde Murrow durch seine zahlreichen Fernsehinterviews mit Prominenten in der Sendung Person to Person" (1953-1961), darunter waren John F. Kennedy und seine Ehefrau Jacqueline, Harry S. Truman, Maria Callas, Elizabeth Taylor, Dean Martin, Frank Sinatra, Jerry Lewis, Humphrey Bogart und Lauren Bacall, Marlon Brando, Liberace, Sammy Davis Jr., Margaret Mead, Marilyn Monroe, Tony Curtis und Janet Leigh, Fidel Castro, Bing Crosby, Leopold Stokowski, Kirk Douglas und John Steinbeck.
Murrow, der auch Chef von Voice of America in deren Anfangsjahren war, verzichtete auf diesen Posten, als ihm US-Präsident John F. Kennedy 1961 die Leitung der United States Information Agency, einer Institution für „öffentliche Diplomatie“, anbot. Er verblieb im Amt, bis er 1964 aus Gesundheitsgründen zurücktrat. 1963 sagte er zur Kraft der Wahrheit:

„American traditions and the American ethic require us to be truthful, but the most important reason is that truth is the best propaganda and lies are the worst. To be persuasive we must be believable; to be believable we must be credible; to be credible we must be truthful. It is as simple as that.“

Am 16. September 1962 hatte er zudem mit den Worten “Tonight you join me on a great adventure” den Sendebetrieb der erste Public Broadcasting TV Station für New York WNDT (“New Dimensions in Television”) gestartet.
Murrow erkrankte an Lungenkrebs und starb 1965, zwei Tage nach seinem 57. Geburtstag. Murrow liegt im New Yorker Stadtteil Brooklyn begraben. Nach anderer Quelle befindet sich auf dem Worthington Center Cemetery ein an ihn erinnerndes Kenotaph, während seine Asche auf der Glen Arden Farm verstreut wurde.

## Auszeichnungen und Ehrungen
- Murrow erhielt mehrfach den Peabody Award
- 1951, 1952: George Polk Award
- 1957: Mitglied der American Academy of Arts and Sciences
- 1964: Presidential Medal of Freedom
- 1965: Knight Commander of the Order of the British Empire
- 1967: Grammy Award für Best Spoken Word, Documentary or Drama Recording für Edward R. Murrow – A Reporter Remembers. Vol. I: The War Years

Nach Edward R. Murrow sind benannt:
- das Edward R. Murrow College of Communication der Washington State University (seit 1. Juli 2008, vorher Edward R. Murrow School of Communication (ERMSOC))
- die Edward R. Murrow High School in Brooklyn, New York
- der Murrow Boulevard in Greensboro, North Carolina

Mehrere US-amerikanische Gesellschaften vergeben einen Edward R. Murrow Award. Dazu gehören:
- die Radio-Television News Directors Association (RTNDA), seit 1971, Preisträger sind unter anderem Katie Couric, Dan Rather, Tom Brokaw, Peter Jennings, Keith Olbermann
- das Edward R. Murrow College of Communication, seit 1997, Preisträger sind unter anderem Walter Cronkite, Al Neuharth, Ted Turner, Bernard Shaw, Christiane Amanpour, Daniel Pearl, Peter Jennings, Tom Brokaw, Donald Hewitt
- die Corporation for Public Broadcasting (CPB), seit 1977, Preisträger ist unter anderem Garrison Keillor
- der Overseas Press Club of America (OPC), für Dokumentarbeiträge, seit 1978, ausgezeichnet wurden unter anderem „Child Brides: Stolen Lives“ der National Organization for Women, „Hostage: The Siege of Beslan“ der CSB News, „House of War: The Uprising at Mazar-e Sharif“ von CNN, „Beneath the Veil“ von Channel 4 International
- die Skeptics Society, Preisträgerin ist unter anderem K. C. Cole
- der Edward R. Murrow Award for Excellence in Public Diplomacy der Fletcher School der Tufts University, an Angestellte des U.S. State Departments

## Sonstiges
Murrow war zeitlebens ein starker Raucher, auch im Fernsehen sah man ihn fast nie ohne Zigarette.
Bei dem oscarprämierten Abenteuerfilm In 80 Tagen um die Welt fungierte Murrow 1958 als Erzähler des Prologs.
Die amerikanische Rockband Fleetwood Mac veröffentlichte im Jahr 2003 das Stück Murrow turning over in his grave (zu Deutsch etwa Murrow würde sich im Grab herumdrehen) als direkte Kritik an der amerikanischen Presse. Der Song wurde von Lindsey Buckingham geschrieben.

## Film
- Regisseur Jack Gold verfilmte Murrows Biografie 1986 für das Fernsehen (Titel: Murrow), mit Daniel J. Travanti in der Titelrolle.
- Im Jahr 2005 drehte George Clooney einen Film über Murrows Arbeit gegen McCarthy unter dem Titel Good Night, and Good Luck. („Gute Nacht, und viel Glück“, die Verabschiedung, die Murrow in seiner Sendung verwendete) mit David Strathairn in der Hauptrolle.

## Theater
- Am 3. April 2025 fand im Winter Garden Theatre am Broadway die Premiere einer gleichnamigen Theater-Inszenierung nach Motiven des Films statt. Als Autoren des Stücks firmieren George Clooney (der auch die Hauptrolle des Edward R. Murrow spielt) und Grant Heslov, die Regie führt David Cromer.[7]